# Джон Флаксман
Джон Флаксман (англ. John Flaxman; 6 липня 1755, Йорк — 9 грудня 1826, Лондон) — художник англійського неокласицизму, гравер і скульптор.

## Життєпис
З 1770 року навчався в Лондонській Королівській академії мистецтв. У 1787—1794 роках жив і працював у Римі. Захоплювався вивченням античного мистецтва. Популярність отримали його малюнки: ілюстрації до творів Есхіла, Гомера і Данте Аліг'єрі, награвіровані в лінеарній манері «очерком». Таку манеру — відкриття Флаксмана — відносили в той час до модного стилю «неогрек». Сам автор пояснював, що його надихнули на ці малюнки розписні давньогрецькі і італійські вази. Малюнки Флаксмана до поеми «Труди і дні» Гесіода були награвіровані Вільямом Блейком (1817). Відомо також, що ще раніше, в 1783 році, Флаксман субсидував видання робіт свого друга Блейка, нікому невідомого тоді поета і художника-романтика.
З 1775 року Флаксман виконував скульптурні моделі для керамічної мануфактури Джозайя Веджвуда в Стаффордширі (Англія). Він робив рельєфні плакетки, малюнки ювелірних виробів — все в «класичному римському стилі». Йоганн Вольфганг фон Гете писав, що Джон Флаксман «є улюбленцем всіх дилетантів: всі його достоїнства легко доступні розумінню … Але як мало видатного у цього приємного, милого і в деяких відносинах не позбавленого достоїнств художника». Ервін Панофскі назвав цього художника «романтичним класицистом». Флаксман був дуже популярний, але в подальшому був забутий.

Його «етруський стиль», або стиль «неогрек», був заснований на вивченні пам'яток стародавнього Риму і Помпеї, але Флаксман добре знав і вивчав також готичне мистецтво, твори художників італійського Раннього Відродження. Англійський живописець і рисувальник Джозеф Фарінгтон, близький друг і однодумець Флаксмана, визначив його індивідуальний стиль як «суміш античності і готики».